# Euriphene schultzei
Euriphene schultzei är en fjärilsart som beskrevs av Aurivillius 1909. Euriphene schultzei ingår i släktet Euriphene och familjen praktfjärilar. Inga underarter finns listade i Catalogue of Life.